# Rivière Moustique (Sainte-Rose)
Ne doit pas être confondu avec Rivière Moustique (Petit-Bourg) ou Rivière Moustiques.
La rivière Moustique est un cours d'eau de Basse-Terre en Guadeloupe se jetant dans la mer des Caraïbes.

## Géographie

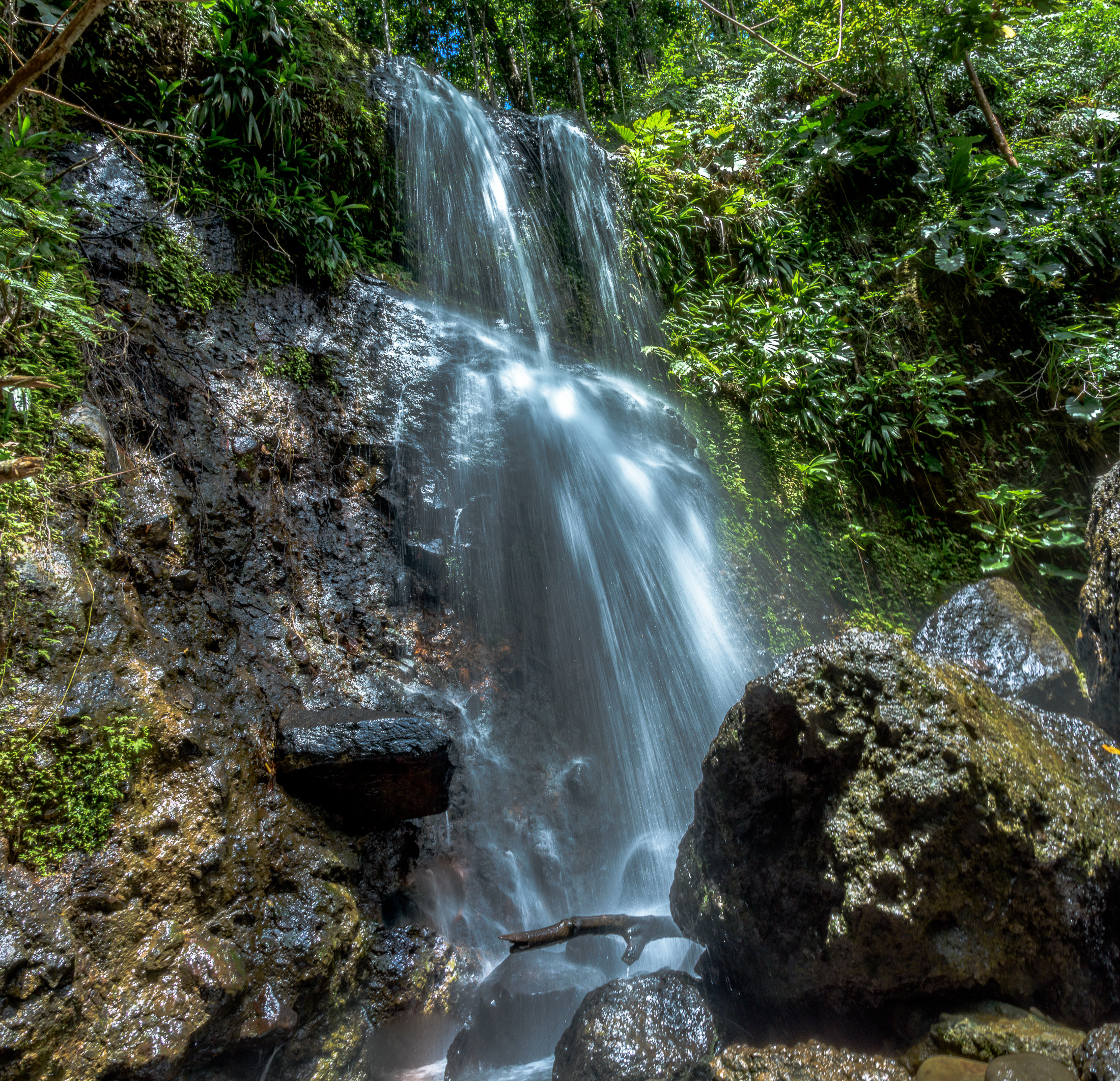
Le saut des Trois-Cornes.

Longue de 18,1 km, la rivière Moustique prend sa source à environ 600 mètres d'altitude dans le cirque montagneux composé par les flancs orientaux de la Barre de l'île et les flancs nord de la Tête Allègre, situé sur le territoire de la commune de Sainte-Rose, où elle s'écoule tout au long de son cours.
Après avoir franchi le saut des Trois Cornes, elle est alimentée successivement par les eaux de la ravine Bleue, la rivière Débauchée, la ravine Goyavier, la ravine Lole et enfin la rivière Daret pour se jeter dans la mer des Caraïbes – au nord du lieu-dit Moustique dont elle tient son nom – dans une zone de mangrove dite de « l'îlet Marie-Thérèse » du Grand Cul-de-sac marin à l'Est du lieu-dit de Viard en face de l'îlet Crabière.